# Bosque de Llania
El Bosque de Llania es un bosque en el término municipal de Conca de Dalt, Pallars Jussá, provincia de Lérida, Cataluña, España. Se encuentra en el territorio del antiguo término de Hortoneda de la Conca.
Está situado en la antigua cuadra de Llania, despoblada desde mediados del siglo XIX. Esta cuadra se localiza a la izquierda del río Noguera Pallaresa, poco después de dejar atrás el congosto de Collegats. El despoblamiento de la zona ha hecho que en la actualidad el bosque de Llania sea prácticamente inhabitable, y las masías que albergaba, como Llania de Dalt, hayan quedado aisladas al haberse perdido los caminos que las comunicaban.
En el extremo sudoeste del bosque de Llania se hallan los restos de la casa Vella de Llania, o Llania de Baix, en el lado nordeste de la Presa de Sossís.